# آيت حمو بولمان (آيت حمو بولمان)
آيت حمو بولمان هو دُوَّار يقع بجماعة آيت ميمون، إقليم الخميسات، جهة الرباط سلا القنيطرة في المملكة المغربية. ينتمي الدوّار لمشيخة آيت حمو بولمان التي تضم 5 دواوير. يقدر عدد سكانه بـ 1366 نسمة حسب الإحصاء الرسمي للسكان والسكنى لسنة 2004.

## وصلات خارجية
- البوابة الوطنية للجماعات الترابية
- المندوبية السامية للتخطيط